# Volker Ebener
Volker Ebener (* 1. Mai 1944 in Moers) ist ein deutscher Unternehmer und ehemaliger neunfacher deutscher Meister im Judo sowie der Gründer der FIBO und YOU-Messe.

## Jugend und Ausbildung
Volker Ebener wuchs in der Nachkriegszeit in Essen auf. Sein Vater, ein Box-Trainer, war schwer verwundet aus dem Krieg zurückgekehrt und starb, als der Sohn elf Jahre alt war. Nach der Mittleren Reife begann Ebener eine Ausbildung bei der Polizei. Anschließend holte er das Abitur nach und studierte Jura in Köln. Nach dem Examen folgte anstelle eines Referendariats ein einjähriger Aufenthalt als Judotrainer in Südafrika.

## Sportliche Laufbahn
Bereits in seiner Jugend kam Volker Ebener mit Judo in Kontakt und feierte schnell erste sportliche Erfolge. Mit 15 Jahren wurde er erstmals deutscher Jugendmeister. Ende der 60er und Anfang der 70er Jahre errang der Judoka, der es bis zum 6. Dan brachte, insgesamt neun deutsche Meistertitel. 1972 gehörte er zum Olympiakader. Als erster deutscher Judoka trat er in der Jugend-, Junioren- und Seniorenklasse an.

### Erfolge
- Deutscher Jugend-, Junioren- und Seniorenmeister 1961, 1962, 1964, 1973 Einzel und Mannschaft
- Deutscher Vizemeister Einzel 1971, 1972, 1978
- Mannschaft 1972
- Bronze Junioren-EM 1965 in Scheveningen
- Universade in London Einzel und Kapitän der Studenten Nationalmannschaft, ebenfalls Polizei-Mannschaft
- Erster Deutscher Judoka, der in allen 3 Nationalmannschaften gekämpft hat

### Vereine
- 1958–1964 Siegener TV e.V.
- 1965–1972 PSV Köln e. V.
- 1973–1976 JC Rüsselsheim e. V.
- 1977–1982 BUNKYO Bonn

## Berufliche Tätigkeit
Parallel zum Wettkampfsport startete Ebener seine Laufbahn als Unternehmer. In der Poststraße in Bonn eröffnete er eine Judoschule, in der schon bald auch andere Kampfsportarten unterrichtet wurden. Ein TV-Spot für die damals bekannte „Centrale Marketing-Gesellschaft der deutschen Agrarwirtschaft“ machte ihn schlagartig auch außerhalb der Judo-Szene bekannt. Das Geschäft expandierte kontinuierlich. In der Bonner Franzstraße kaufte er 1971 ein Objekt gegenüber dem Stadthaus und dehnte auf 1.200 m² ab 1972 seine geschäftlichen Aktivitäten auch auf den Fitnessbereich aus.
Über einen Zeitraum von fünf Jahren entstand eine Studiokette mit sieben Anlagen. Bereits Mitte der 70er Jahre gründete er zudem in Italien eine Firma, die auf den Bau von Trainingsmaschinen spezialisiert war. 1985 startete er mit der ersten FIBO in Köln eine Fitness-Ausstellung. Fünf Jahre später verkauften sie die FIBO an den internationalen Messe-Veranstalter Blenheim. Dabei wurde vertraglich seine fünfjährige Tätigkeit als Director Development & Research für Blenheim vereinbart.
1996 rief Ebener die Jugendmesse „YOU“ ins Leben. Er veranstaltete sie von 1996 bis 2007 in Dortmund und Berlin sowie einmal in Stuttgart; danach verkaufte er sie.
Anschließend wurde er Geschäftsführer der Karstadt Sports Fitnesskette und Vorsitzender des Deutschen Fitness und Aerobic Verbands, DFAV e. V. Bei der Expo 2000 organisierte er für ein Jahr den Jugendinformationspavillon.
Von Arnold Schwarzenegger wurde Ebener zur Beratung für seine Arnold-Classic-Veranstaltung nach Columbus, Ohio, geholt.
Im Jahr 2000 verkaufte er seine Studios an die 24h-Kette und konzentrierte sich fortan auf seine beiden Immobiliengesellschaften.
Seit den frühen 2010er Jahren ist Ebener Herausgeber der Fachzeitschrift „Fitness & Gesundheit“. Mittlerweile publiziert er das erste deutsche, komplett digitale Online-Medium „Fitness News Germany“.

## Verbandsarbeit
Als Judoka war Volker Ebener mit Verbandsstrukturen des DOSB groß geworden. Diese Strukturen übertrug er auf die Fitnessbranche. Bereits 1988 rief er mit dem DFAV e.V. den ersten gemeinnützigen Ausbildungsverband im Fitnesssektor ins Leben.